# О’Фланаган, Джеймс Родерик
Джеймс Родерик О’Фланаган (ирл. James Roderick O'Flanagan; 1 сентября 1814, Фермое, графство Корк, Ирландия — 25 марта 1900, там же) — ирландский писатель
, адвокат, юрист, журналист.

## Биография
Получил образование в Фермое в частных школах, затем для получения классического образования поступил в колледж Фермойской церкви Ирландии (1824—1832). В возрасте восемнадцати лет О’Фланаган решил изучать медицину, но после непродолжительного посещения Медицинской школы Тринити, занялся юриспруденцией. Учился в Кингс-Иннс в Дублине, а также в Gray’s Inn and the Inner Temple в Лондоне; в 1838 году был принят в ирландскую коллегию адвокатов. Так как, юридическая практика О’Фланагана имела небольшой успех, журналистика была его основным источником дохода; сотрудничал с «London Law Times», писал статьи для «Cork Southern Reporter».
Дебютировал в 1837 году с книгой «Впечатления дома и за границей».
В 1871 году вышел на пенсию и вернулся в своё поместье в Фермое, где построил виллу Avondhu Grange, миниатюрную версию Abbotsford сэра Вальтера Скотта. Продолжал писать для газет, в том числе для «Cork Examiner», «Cork Weekly News», «Catholic Times» и «Catholic Register» . Его книги "Ирландский бар " (1879) и «Мюнстерская трасса» (1880) содержат ценные впечатления современников и предшественников юриста.
Умер 25 марта 1900 года в своей резиденции в Фермое.

## Избранные произведения
- Impressions at Home and Abroad
- Gentle blood; or, The secret marriage (1861)
- The lives of the Lord Chancellors and Keepers of the Great Seal of Ireland, from the earliest times to the reign of Queen Victoria (1870) в 2 т.
- Captain O’Shaughnessy’s sporting career (1873)
- The Irish Bar
- The Munster circuit: tales, trials, and traditions (1880)
- Annals, anecdotes, traits, and traditions of the Irish parliaments, 1172 to 1800 (1895)
- "D’Alton, John, " in Dictionary of National Biography, 1885—1900, London: Smith, Elder, & Co. (1885—1900) in 63 vols.